# 2017年美國電影學會獎
2017年美國電影學會獎（英語：American Film Institute Awards 2017）為表彰2017年年度最佳前10大電影與電視劇。

## 10大電影
- 《愛情昏迷中》
- 《以你的名字呼喚我》
- 《敦克爾克大行動》
- 《歡迎光臨奇幻城堡》
- 《逃出絕命鎮》
- 《淑女鳥》
- 《郵報：密戰》
- 《水底情深》
- 《意外》
- 《神力女超人》

## 10大影集
- 《小謊言》
- 《王冠》
- 《宿敵：貝蒂與瓊》
- 《權力的遊戲》
- 《良善之地》
- 《侍女的故事》
- 《閨蜜向前衝》
- 《不才專家（英语：Master of None）》
- 《怪奇物語》
- 《這就是我們》

## AFI特別獎
- 《越南戰爭（英语：The Vietnam War (TV series)）》

## 外部連結
- 官方网站（英文）
- 得獎名單（英文）
- AFI電影節官方網站（页面存档备份，存于）（英文）